# Yoko Maki
Yoko Maki (15 de outubro de 1982) (真木 よう子, Maki Yōko) é uma atriz japonesa. Casou-se em 2008.

## Trabalhos

### Filmes
| Ano  | Título original                       | Título em português                                                                  | Papel             | Observações |
| 2001 | Drug                                  |                                                                                      | Miki Kondo        |             |
| 2001 | Shura Yuki-hime                       |                                                                                      | Aya               |             |
| 2003 | Battle Royale II: Requiem             |                                                                                      | Maki Soda         |             |
| 2004 | Shimotsuma Monogatari                 |                                                                                      | BTSSB Staff       |             |
| 2004 | Kansen                                |                                                                                      | Enfermeira        |             |
| 2004 | Pacchigi!                             | Nós Superaremos um dia (BR)                                                          | Gang-ja Chun      |             |
| 2004 | The Grudge                            | O Grito (BR)/ The Grudge - A Maldição (PT)                                           | Yoko              |             |
| 2005 | In The Pool                           |                                                                                      | Yoko Maki         |             |
| 2005 | Summer Time Machine Blues             |                                                                                      | Yui Ito           |             |
| 2005 | Veronika wa shinu koto ni shita       |                                                                                      | Towa              |             |
| 2006 | Ame no Machi                          |                                                                                      | Fumiyo Kousaka    |             |
| 2006 | Yureru                                | Retratos do Passado (BR)                                                             | Chieko Kawabata   |             |
| 2006 | The Fast and the Furious: Tokyo Drift | Velozes e Furiosos: Desafio em Tóquio (BR)/ Velocidade Furiosa - Ligação Tóquio (PT) |                   |             |
| 2006 | Tokyo Friends: The Movie              |                                                                                      | Ryoko Fujiki      |             |
| 2008 | Flying Rabbits                        |                                                                                      | Chinastu Kakiuchi |             |
| 2009 | Donju                                 |                                                                                      | Shizuka           |             |
| 2010 | SP: The Motion Picture                |                                                                                      | Eri Sasamoto      |             |
| 2011 | SP: The Motion Picture II             |                                                                                      | Eri Sasamoto      |             |
| 2011 | Moteki                                |                                                                                      |                   |             |
| 2011 | Yubiwa Wo Hametai                     |                                                                                      |                   |             |
| 2011 | Hard Romanticker                      |                                                                                      |                   |             |